# Eugahania latiscapus
Eugahania latiscapus är en stekelart som först beskrevs av Ishii 1925.  Eugahania latiscapus ingår i släktet Eugahania och familjen sköldlussteklar. Inga underarter finns listade i Catalogue of Life.